# Giovanni Battista Bonciani
Giovanni Battista Bonciani, o Giambattista Boncianni (1457 – 1532), è stato un vescovo cattolico italiano.

## Biografia
Nacque nel 1457 da un'antica famiglia fiorentina. 
Nel 1489 è ricordato con il titolo di dottore in decreti, mentre nel 1492 era divenuto chierico. Inizialmente fu curato nella chiesa di santa Margherita dei Cerchi a Firenze, poi fu canonico della cattedrale di Santa Maria del Fiore. 
Nel 1494 ottenne la pieve di sant'Alessandro a Giogoli grazie a Giovanni de' Medici. Fu quindi priore e governatore della chiesa di sant'Ambrogio a Firenze. 
Durante l'esilio dei Medici probabilmente strinse con loro legami: infatti, il 1º settembre 1509 Giulio de' Medici, allora priore di Capua, lo nominava suo procuratore per prendere possesso di alcuni benefici ecclesiastici in territorio fiorentino. 
Giovanni de' Medici, divenuto papa nel 1513, lo fece protonotario apostolico e referendario delle due segnature.
Nel 1514 fu nominato dallo stesso papa vescovo di Caserta e ottenne il titolo di arciprete di Salerno. In quanto vescovo, prese parte al Concilio Lateranense V. 
Dal 1518 al 1525 gli furono affidate alcune richieste di concessione di benefici, e risiedette in Curia come prelato domestico. Nel 1521 ricevette un ulteriore canonicato a Münster, suscitando le ire dei tedeschi, supportati anche dal nunzio Girolamo Aleandro, i quali minacciarono di portare la questione alla imminente dieta di Worms.
L'11 giugno 1527 ricevette in beneficio la parrocchia di Doccia, presso Firenze, dotata di una rendita di 150 ducati. Il 29 ottobre seguente, infine, papa Clemente VII lo nominò datario.
Morì alla fine del 1532.

## Successione apostolica
La successione apostolica è:
- Vescovo Antonio Ercolani (1521)
- Arcivescovo Ludovico Chierepati O.F.M. (1528)
- Vescovo Giovanni Lucio Stafileo (1528)
- Vescovo Agostino Landolfo, O.E.S.A. (1528)
- Vescovo Gerolamo Isopo, C.R.L. (1528)
- Vescovo Francisco Lerma (1528)
- Vescovo Giovanni Maria de Biglionibus (1529)
- Vescovo Bernardino Fumarelli (1529)
- Vescovo Federico Petrucci (1529)
- Vescovo Giovanni Domenico Moriconi (1531)
- Vescovo Alessandro Spagnuolo (1531)
- Vescovo Bernardino Castellari (1531)